# 라드뒤쥐
라드뒤쥐(Sorex raddei)는 땃쥐과에 속하는 포유류의 일종이다. 아르메니아와 조지아, 러시아 그리고 터키에서 발견된다.